# ديانا بي. هنريكس
ديانا بي. هنريكس (بالإنجليزية: Diana B. Henriques)‏ هي صحفية أمريكية، ولدت في 1 ديسمبر 1948.

## وصلات خارجية
- الموقع الرسمي